# Bakonybánk
Bakonybánk is een plaats (község) en gemeente in het Hongaarse comitaat Komárom-Esztergom. Bakonybánk telt 439 inwoners (2015).

## Afbeeldingen

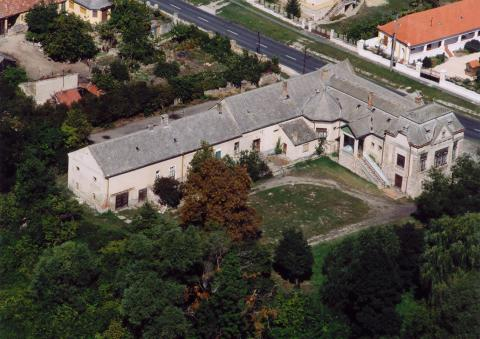
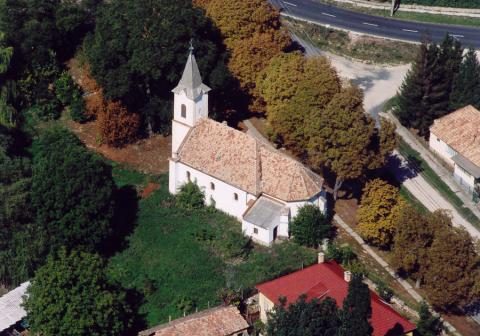
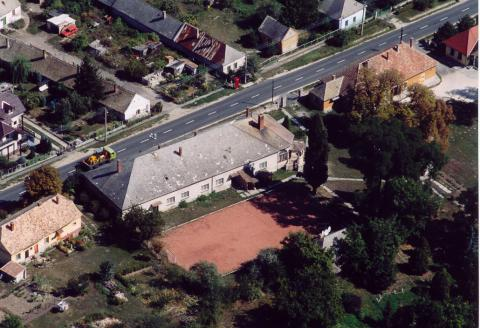